# Discografia degli Skid Row
La seguente è una discografia comprensiva del gruppo musicale statunitense Skid Row.

## Album

### Album in studio
| Anno                                                                                               | Titolo                                                                           | Classifiche | Classifiche | Classifiche | Classifiche | Classifiche | Classifiche | Classifiche | Classifiche | Classifiche | Classifiche | Classifiche | Classifiche | Classifiche | Certificazioni                                                                        |
| Anno                                                                                               | Titolo                                                                           | US          | AUS         | AUT         | CAN         | FIN         | GER         | JPN         | NLD         | NOR         | NZ          | SWE         | SWI         | UK          | Certificazioni                                                                        |
| -------------------------------------------------------------------------------------------------- | -------------------------------------------------------------------------------- | ----------- | ----------- | ----------- | ----------- | ----------- | ----------- | ----------- | ----------- | ----------- | ----------- | ----------- | ----------- | ----------- | ------------------------------------------------------------------------------------- |
| 1989                                                                                               | Skid Row - Pubblicazione: 24 gennaio 1989 - Etichetta: Atlantic Records          | 6           | 12          | —           | 11          | 5           | 22          | 35          | —           | —           | 1           | 21          | 26          | 30          | - AUS: Platino - CAN: 3× Platino - FIN: Oro - JPN: Platino - UK: Oro - US: 5× Platino |
| 1991                                                                                               | Slave to the Grind - Pubblicazione: 11 giugno 1991 - Etichetta: Atlantic Records | 1           | 3           | 16          | 5           | 3           | 12          | 3           | —           | 12          | 8           | 9           | 15          | 5           | - AUS: Oro - CAN: Platino - JPN: Oro - UK: Argento - US: 2× Platino                   |
| 1995                                                                                               | Subhuman Race - Pubblicazione: 28 marzo 1995 - Etichetta: Atlantic Records       | 35          | 5           | —           | 31          | 15          | 57          | 6           | 84          | —           | —           | 21          | 49          | 8           | - JPN: Oro                                                                            |
| 2003                                                                                               | Thickskin - Pubblicazione: 5 agosto 2003 - Etichetta: SPV GmbH                   | —           | —           | —           | —           | —           | —           | —           | —           | —           | —           | —           | —           | —           |                                                                                       |
| 2006                                                                                               | Revolutions per Minute - Pubblicazione: 24 ottobre 2006 - Etichetta: SPV GmbH    | —           | —           | —           | —           | —           | —           | —           | —           | —           | —           | —           | —           | —           |                                                                                       |
| 2022                                                                                               | The Gang's all here - Pubblicazione: 14 Ottobre 2022 - Etichetta: earMUSIC       |             |             |             |             |             |             |             |             |             |             |             |             |             |                                                                                       |
| "—" indica una pubblicazione che non si è classificata o che non è stata pubblicata in quel Paese. |                                                                                  |             |             |             |             |             |             |             |             |             |             |             |             |             |                                                                                       |

### Extended play
| Anno                                                                                               | Titolo                                                                                             | Classifiche | Classifiche | Classifiche | Classifiche | Classifiche | Certificazioni |
| Anno                                                                                               | Titolo                                                                                             | US          | AUS         | FIN         | JPN         | SWE         | Certificazioni |
| -------------------------------------------------------------------------------------------------- | -------------------------------------------------------------------------------------------------- | ----------- | ----------- | ----------- | ----------- | ----------- | -------------- |
| 1992                                                                                               | B-Side Ourselves - Pubblicazione: 22 febbraio 1992 - Etichetta: Atlantic Records                   | 58          | 51          | 33          | 15          | 48          | - US: Oro      |
| 1995                                                                                               | Subhuman Beings on Tour - Pubblicazione: 1995 - Etichetta: East West Records Japan                 | —           | —           | —           | —           | —           |                |
| 2013                                                                                               | United World Rebellion: Chapter One - Pubblicazione: 16 aprile 2013 - Etichetta: Megaforce Records | —           | —           | —           | —           | —           |                |
| 2014                                                                                               | United World Rebellion: Chapter Two - Pubblicazione: 5 agosto 2014 - Etichetta: Megaforce Records  | —           | —           | —           | —           | —           |                |
| "—" indica una pubblicazione che non si è classificata o che non è stata pubblicata in quel Paese. | |             |             |             |             |             |                |

### Raccolte
| Anno | Titolo                                                                                          |
| ---- | ----------------------------------------------------------------------------------------------- |
| 1998 | 40 Seasons: The Best of Skid Row - Pubblicazione: 3 novembre 1998 - Etichetta: Atlantic Records |

## Singoli
| Anno                                                                                               | Singolo                                | Classifiche | Classifiche | Classifiche | Classifiche | Classifiche | Classifiche | Classifiche | Classifiche | Classifiche | Classifiche | Certificazioni | Album di provenienza                |
| Anno                                                                                               | Singolo                                | US          | US Rock     | AUS         | CAN         | FIN         | IRL         | NZ          | SWE         | SWI         | UK          | Certificazioni | Album di provenienza                |
| -------------------------------------------------------------------------------------------------- | -------------------------------------- | ----------- | ----------- | ----------- | ----------- | ----------- | ----------- | ----------- | ----------- | ----------- | ----------- | -------------- | ----------------------------------- |
| 1989                                                                                               | Youth Gone Wild                        | 99          | 27          | —           | —           | —           | —           | —           | —           | —           | 42          |                | Skid Row                            |
| 1989                                                                                               | 18 and Life                            | 4           | 11          | —           | 6           | —           | 5           | 50          | 17          | —           | 12          | - US: Oro      | Skid Row                            |
| 1989                                                                                               | I Remember You                         | 6           | 23          | 12          | 14          | 17          | 12          | 2           | —           | —           | 36          | - AUS: Oro     | Skid Row                            |
| 1990                                                                                               | Piece of Me                            | —           | —           | —           | —           | —           | —           | —           | —           | —           | —           |                | Skid Row                            |
| 1991                                                                                               | Monkey Business                        | —           | 13          | 31          | 59          | 20          | 19          | 21          | —           | —           | 19          |                | Slave to the Grind                  |
| 1991                                                                                               | Slave to the Grind                     | —           | —           | —           | —           | —           | —           | —           | —           | —           | 43          |                | Slave to the Grind                  |
| 1991                                                                                               | Wasted Time                            | 88          | 30          | —           | —           | —           | 25          | —           | —           | —           | 20          |                | Slave to the Grind                  |
| 1991                                                                                               | In a Darkened Room                     | —           | —           | —           | —           | 6           | —           | —           | —           | 27          | —           |                | Slave to the Grind                  |
| 1992                                                                                               | Quicksand Jesus                        | —           | —           | —           | —           | —           | —           | —           | —           | —           | —           |                | Slave to the Grind                  |
| 1992                                                                                               | Psycho Love                            | —           | —           | —           | —           | —           | —           | —           | —           | —           | —           |                | Slave to the Grind                  |
| 1992                                                                                               | Youth Gone Wild / Delivering the Goods | —           | —           | —           | —           | —           | —           | —           | —           | —           | 22          |                | B-Side Ourselves                    |
| 1995                                                                                               | My Enemy                               | —           | —           | —           | —           | —           | —           | —           | —           | —           | —           |                | Subhuman Race                       |
| 1995                                                                                               | Breakin' Down                          | —           | —           | —           | —           | —           | —           | —           | —           | —           | 48          |                | Subhuman Race                       |
| 1995                                                                                               | Into Another                           | —           | 28          | —           | —           | —           | —           | —           | —           | —           | —           |                | Subhuman Race                       |
| 2003                                                                                               | Ghost                                  | —           | —           | —           | —           | —           | —           | —           | —           | —           | —           |                | Thickskin                           |
| 2003                                                                                               | New Generation                         | —           | —           | —           | —           | —           | —           | —           | —           | —           | —           |                | Thickskin                           |
| 2003                                                                                               | I Remember You Two                     | —           | —           | —           | —           | —           | —           | —           | —           | —           | —           |                | Thickskin                           |
| 2006                                                                                               | Shut Up Baby, I Love You               | —           | —           | —           | —           | —           | —           | —           | —           | —           | —           |                | Revolutions per Minute              |
| 2006                                                                                               | Strength                               | —           | —           | —           | —           | —           | —           | —           | —           | —           | —           |                | Revolutions per Minute              |
| 2013                                                                                               | Kings of Demolition                    | —           | —           | —           | —           | —           | —           | —           | —           | —           | —           |                | United World Rebellion: Chapter One |
| 2014                                                                                               | We Are Damned                          | —           | —           | —           | —           | —           | —           | —           | —           | —           | —           |                | United World Rebellion: Chapter Two |
| 2015                                                                                               | 18 and Life (2015)                     | —           | —           | —           | —           | —           | —           | —           | —           | —           | —           |                | Re-recorded 2015 single             |
| "—" indica una pubblicazione che non si è classificata o che non è stata pubblicata in quel Paese. |                                        |             |             |             |             |             |             |             |             |             |             |                |                                     |

## Videografia

### Album video
| Anno | Titolo                                                                                         | Certificazioni |
| ---- | ---------------------------------------------------------------------------------------------- | -------------- |
| 1990 | Oh Say Can You Scream - Pubblicazione: 4 dicembre 1990 - Etichetta: Atlantic Records           | - US: Platino  |
| 1993 | Road Kill - Pubblicazione: 16 ottobre 1993 - Etichetta: Atlantic Records                       |                |
| 1993 | No Frills Video - Pubblicazione: 2 novembre 1993 - Etichetta: Atlantic Records                 |                |
| 2003 | Under the Skin (The Making of Thickskin) - Pubblicazione: 12 agosto 2003 - Etichetta: SPV GmbH |                |

### Video musicali
| Anno | Titolo              |
| ---- | ------------------- |
| 1989 | Youth Gone Wild     |
| 1989 | 18 and Life         |
| 1989 | I Remember You      |
| 1990 | Piece of Me         |
| 1991 | Monkey Business     |
| 1991 | Slave to the Grind  |
| 1991 | Wasted Time         |
| 1992 | In a Darkened Room  |
| 1992 | Quicksand Jesus     |
| 1992 | Psycho Love         |
| 1993 | Little Wing         |
| 1993 | C'mon and Love Me   |
| 1993 | Psycho Therapy      |
| 1995 | My Enemy            |
| 1996 | Breakin' Down       |
| 1996 | Into Another        |
| 2003 | Ghost               |
| 2003 | New Generation      |
| 2003 | Thick is the Skin   |
| 2013 | Kings of Demolition |
| 2013 | This Is Killing Me  |
| 2014 | We Are Damned       |
| 2022 | The gang's all here |